# Mimosybra albosignata
Mimosybra albosignata är en skalbaggsart som beskrevs av Stefan von Breuning 1982. Mimosybra albosignata ingår i släktet Mimosybra och familjen långhorningar.
Artens utbredningsområde är Filippinerna. Inga underarter finns listade i Catalogue of Life.